# 因德日赫三世
因德日赫三世（捷克語：Jindřich III. Minsterberský，1542年4月29日—1587年4月10日），明斯特貝格-奧萊希尼察公爵、貝恩施塔特公爵，因德日赫二世的長子。
1574年，因德日赫將貝恩施塔特公國出售，1587年去世。